# Pulicaria alveolosa
Pulicaria alveolosa là một loài thực vật có hoa trong họ Cúc. Loài này được Batt. & Trab. miêu tả khoa học đầu tiên năm 1907.